# الروضة (عمان)
الروضة منطقة سكنية تقع في لواء ناعور، محافظة العاصمة في الأردن. تنتمي المنطقة لقضاء حسبان الذي يضم 6 مناطق. يقدر عدد سكانها بـ 10296 نسمة حسب إحصاء 2015.

## الوصلات الخارجية
- دائرة الاحصاءات العامة